# I miei uomini
I miei uomini (in norvegese Mine menn) è il romanzo della scrittrice norvegese Victoria Kielland, pubblicato nel 2021 nella prima edizione in norvegese da No Comprendo Press e nel 2024 nella prima edizione in italiano da Sellerio. 

## Storia editoriale
Si tratta di un fantasy letterario in parte ispirato a eventi realmente accaduti. Il libro è risultato vincitore del premio Stig Sæterbakken Memorial Award nel 2021, del premio Dobloug nel 2022, del premio New York Times Best Crime Book nel 2023 e del premio Wall Street Journal Best Mystery Book nel 2023.

## Trama
Brynhild Størset, quando è una giovanissima serva, viene illusa da un uomo, messa incinta e costretta a subirne le violenze. Dalla Norvegia fugge ed emigra negli Stati Uniti d'America dove riesce a diventare proprietaria di una fattoria ed inizia a mettere annunci matrimoniali sui giornali. Si fa chiamare Belle Gunness e, una volta attirato un uomo nella sua fattoria, lo uccide. Diventa così una serial killer e arriva ad uccidere più di quaranta uomini dei quali ne nasconde i corpi nel terreno attorno a casa. Riesce a non farsi scoprire e sa come nascondere le prove, elundendo ogni sospetto. Ad un certo punto scompare e nessuno riuscirà a scoprirne la vera identità. Il suo amore giovanile tradito e le violenze subite da un uomo la trasformano in una vendicatrice ed assassina che perde il collegamento con la realtà diventando ossessiva e maniaca.

## Personaggi
- Brynhild Størset, serva che alla fine del XIX secolo emigrò negli Stati Uniti.[4]
- Belle Gunness, nome assunto dalla serva una volta arrivata nel nuovo mondo.[4]
- Decine di uomini, vittime di Belle.[4]

## Edizioni

### Edizione originale in danese
- (NO) Victoria Kielland, Mine menn : roman, Oslo, No Comprendo Press, 2021, OCLC 1293295391.

### Edizione in italiano
- Victoria Kielland, I miei uomini, traduzione di Andrea Romanzi, Palermo, Sellerio, 2024, ISBN 9788838946554, OCLC 1430740025.

### Alcune edizioni in altre lingue
- (NL) Victoria Kielland, Mijn mannen, traduzione di Michal van Zelm, Zaandam, Uitgeverij Oevers, 2022, OCLC 1351648635.
- (PL) Victoria Kielland, Moi mężczyźni, traduzione di Karolina Drozdowska, Warszawa, Art Rage, 2022, OCLC 1343697969.
- (PT) Victoria Kielland, Os meus homens, traduzione di João Reis, Alfragide, D. Quixote, 2023, OCLC 1427971730.
- (DE) Victoria Kielland, Meine Männer Roman, traduzione di Elke Ranzinger, Stuttgart, Tropen, 2023, OCLC 1407342430.
- (EN) Victoria Kielland, My men, traduzione di Damion Searls, New York, Astra House, 2023, OCLC 1346617418.